# Sobrequilla

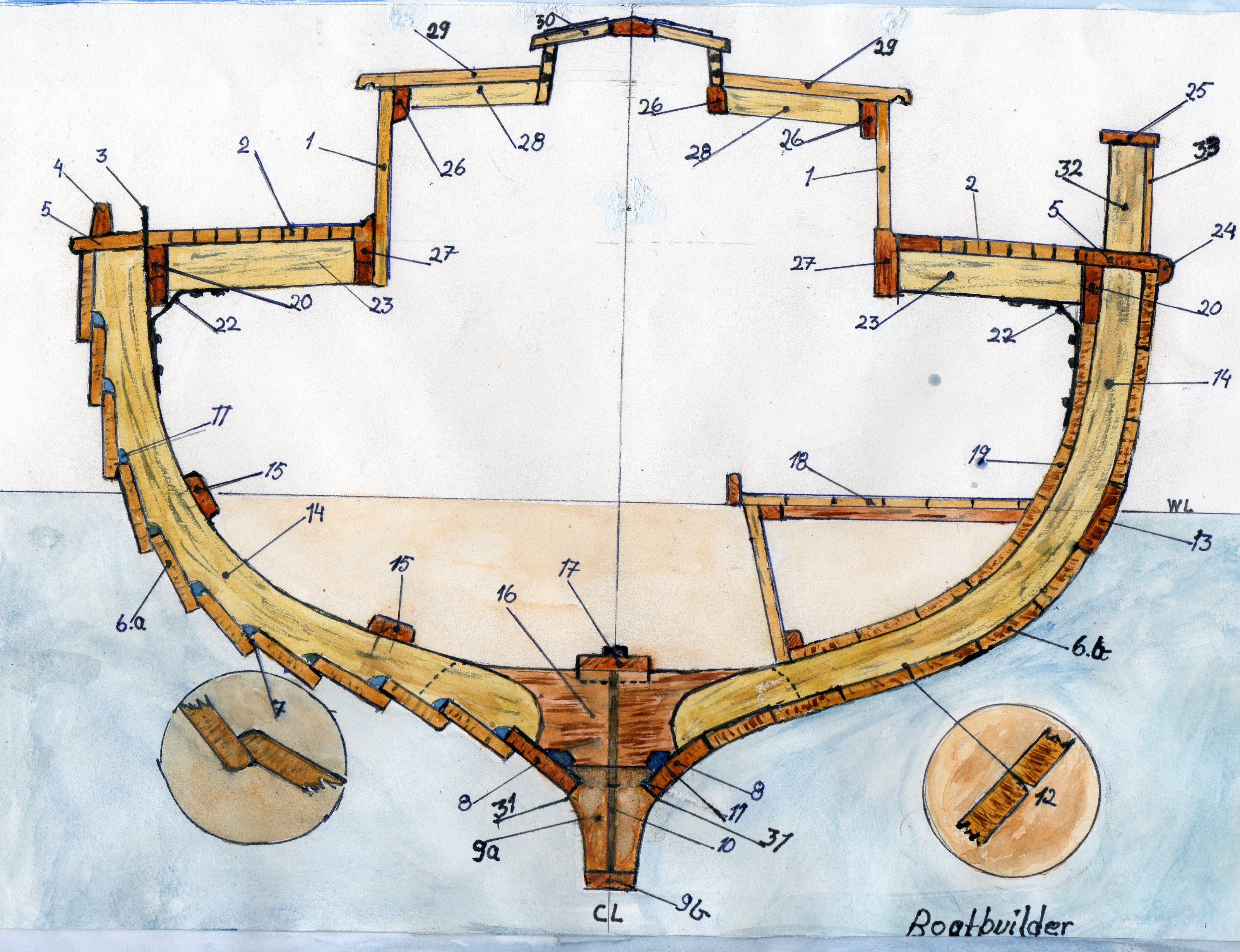
Sobrequilla marcada con 17

En náutica, la Sobrequilla (ant. Carlinga, Contraquilla superior, Quilla falsa) es un elemento constructivo en barcos. Se coloca de popa a proa por encima de las varengas y sirve para consolidar la quilla y la estabilidad en todos los buques facilitando la fijación de las tracas.
En buques de madera la sobrequilla es un madero (a veces formado de piezas), colocado de popa a proa por encima de la trabazón de las varengas (o de las cuadernas) formando un parte de la trabazón.
En los buques de acero (y de hierro), la sobrequilla es del mismo metal cualquiera que sea su estructura.

## Etimología
En lo antiguo se decía Carlinga, según Tom., Vict. y otros, pero este es término francés en tal acepción. Se le llama igualmente Contraquilla superior, por oposición a la Contraquilla inferior, con que los se distingue también a la que denominan Zapata, más ni lo uno ni lo otro es conocido o usado entre constructores.
1. Tom.: Tomé Cano (Arte de fabricar naos, impreso en Madrid en 1611, en 4°)
2. Vict.: El Excmo. Sr. Marques de la Victoria (en las equivalencias españolas que se hallan de su letra misma al margen de un ejemplar del Diccionario francés y alemán de Mr. Aubin)

## Tipos de sobrequilla

### Tipo de madera
- Sobrequilla maciza:

### Tipo de acero (y de hierro)
- Sobrequilla continua (Sobrequilla encima de varengas): es la que se coloca por encima de las varengas formando un "raíl".
- Sobrequilla de caja: es la que se coloca por encima de las varengas formando una "caja"
- Sobrequilla intercostal: es la que se coloca por encima de las varengas una chapa en combinación con una segunda sobrequilla atravesando las varengas